# 任栄哲
任栄哲（任榮哲、イム・ヨンチョル、임영철、Young-Cheol Yim、1949年 - ）は、大韓民国の全羅南道出身の言語学者。文学博士(大阪大学、1990年)。専門は日本語学・社会言語学。元(韓国)中央大学校の教授(2015年に定年退職後、名誉教授)。

## 経歴
日本の大阪大学大学院で修士号・博士号を取得した後、韓国と日本の社会・言語・文化現象について研究してきた。東京大学客員研究員、埼玉大学大学院客員教授、国立国語研究所の特別招聘客員研究員などを経て、韓国の中央大学校日本語日本文学科教授となる。社会言語学の不毛の地とも言える韓国において、社会言語学の基礎を築いた。

## 主要著書
- 『在日・在米韓国人および韓国人の言語生活の実態』くろしお出版 1993年 ISBN 4874240755
- 『海外韓國人의 社會言語學的研究』中央大學校 出版部 1995年 ISBN 8972070467
- 『箸とチョッカラク : ことばと文化の日韓比較』大修館書店 2004年 ISBN 4469212873
- 『韓国の日常世界 : 生活・社会・文化の基礎知識』ベスト新書 2004年 ISBN 4584120749
- 『在日コリアンの言語相』(編・共著) 和泉選書 2005年 ISBN 4757602839
- 『韓国人による日本社会言語学研究』(編・共著) おうふう 2006年 ISBN 4273034328
- 『한국어와 일본어, 그리고 일본인과의 커뮤니케이션』태학사 2008年 ISBN 9788959662692
- 『가이드를 위한 한국문화를 일본어로 소개하는 사전』제이앤씨 2009年 ISBN 4874240755
- 『言語学習と国、国民、言語に対するイメージ形成の研究ー日本と台湾の韓国語学習者と韓国と台湾の日本語学習者を中心にー』(共著) 제이앤씨 2012年 ISBN 9788968171437
- 『일본인은 왜 속마음을 말하지 않을까』살림 2014年 ISBN 9788952230010
- 『웰컴, 헌드레드 : 미움받지 않을 노후생활의 기술』2017年 ISBN 4874240755